# Вілл Робсон Еміліо Андраде
Вілл Робсон Еміліо Андраде (порт. Will Robson Emilio Andrade, нар. 8 грудня 1968, Сан-Паулу), відомий як просто Вілл, — бразильський футболіст, що грав на позиції нападника за низку бразильських, а також азійських, насамперед японських, клубних команд.

## Ігрова кар'єра
Народився 8 грудня 1968 року в місті Сан-Паулу. Вихованець футбольної школи клубу «Уніан Бандейранте».
У дорослому футболі дебютував 1992 року виступами за команду «Атлетіку Паранаенсе», в якій провів один сезон, після чого віддавався в оренду до «Клуб Ремо» та китайського «Ухань Стілворкс».
Протягом 1996–1998 років знову грав за «Атлетіку Паранаенсе», після чого перебрався до Японії, прийнявши запрошення від клубу «Ойта Трініта», за який грав протягом трьох років.
Сезон 2001 року провів захищаючи кольори «Консадолє Саппоро», у складі якого забив 24 голи у 26 іграх першості, ставши її найкращим бомбардиром. Наступного року на умовах оренди грав за «Йокогама Ф. Марінос», після чого провів ще по одному сезону у «Консадолє Саппоро» та «Ойта Трініта».
2004 року став гравцем китайського «Ухань Хуанхелоу», а протягом 2006–2008 років грав на батьківщині за «Америка» (Натал) і  КРАК, а також у Катарі за «Аль-Сайлія».
Завершив ігрову кар'єру у команді «АС Арапіракенсе», за яку виступав протягом частини 2008 року.

## Титули і досягнення
- Найкращий бомбардир чемпіонату Японії: 2001 (24 голи)